# Гомофільний рух
Термін гомофіл (-phile від грец. φιλία — любов) вважається більш нейтральним, оскільки не асоціюється зі словом секс. Термін був придуманий німецьким астрологом, письменником і психоаналітиком Карлом-Гюнтером Хеймсотом в 1924 році і вперше був згаданий в його докторській дисертації «Гетеро- і гомофілія» (нім. «Hetero- und Homophilie»). У 1950-60-х роках термін широко використовувався гомосексуальними організаціями та пресою. Різні групи цього періоду в даний час відомі під загальною назвою гомофільний рух .
Термін став поступово відходити на другий план з формуванням в кінці 1960-х — початку 1970-х років  гей-визвольного руху і появою організації «Фронт визволення геїв», члени якої ввели в побут такі терміни, як гей, лесбійка,  бісексуал і  трансгендер. Незважаючи на це, деякі гомофільні групи збереглися до 1980-90-х років, і навіть до цього дня.

## Список гомофільних організацій і видань
| Країна          | Абревіатура | Оригінальна назва                           | Назва                                                 | Період існування | Засновник             | Видання                               |
| --------------- | ----------- | ------------------------------------------- | ----------------------------------------------------- | ---------------- | --------------------- | ------------------------------------- |
| міжнародні      | ICSE        | International Committee for Sexual Equality | Міжнародний комітет за сексуальну рівноправність      | 1951—1963        | Аксель і Ейгіл Аксгіл | ICSE Kurier, ICSE-PRESS               |
| Данія           |             | Forbundet af 1948                           | Ліга 1948                                             | 1948 — невід.    |                       |                                       |
| Данія           |             | Pan                                         | Каструля                                              | 1954 — н.ч.      |                       |                                       |
| Франція         |             | Arcadie                                     | Аркадія                                               | 1954—1982        |                       | Arcadie                               |
| Нідерланди      | COC         | Cultuur en Ontspanningscentrum              | Центр культури і дозвілля                             | 1946 — н.ч.      |                       | Vriendschap                           |
| Швеція          | RFSL        | Riksförbundet för sexuellt likaberättigande | Федерація сексуального рівності                       | 1950 — н.ч.      |                       |                                       |
| Велика Британія | HLRS        | Homosexual Law Reform Society               | Суспільство за реформу гомосексуального законодавства | 1958—1970        |                       |                                       |
| Велика Британія |             | Campaign for Homosexual Equality            | Кампанія за рівність гомосексуалів                    | 1964 — н.ч.      |                       |                                       |
| США             | HLRS        | Vice Versa: America's Gayest Magazine       |                                                       |                  | Ліса Бен              | Vice Versa                            |
| США             |             | Knights of the Clock                        |                                                       | 1950 — невід.    |                       |                                       |
| США             |             | Mattachine Society                          | Суспільство Маттачіне                                 | 1950—1987        | Гаррі Хей             | Mattachine Review, Homosexual Citizen |
| США             |             | Daughters of Bilitis                        | Дочки Білітіс                                         | 1955 — н.ч.      |                       | The Ladder, Focus, Sisters            |
| США             |             | ONE, Inc.                                   |                                                       | 1953 — н.ч.      |                       | One, Homophile Studies                |
| США             | LCE         | The League for Civil Education              | Ліга громадянської освіти                             | 1961 — невід.    |                       | The LCE News                          |
| США             |             | Janus Society                               | Суспільство Януса                                     | 1962—1969        |                       | DRUM                                  |
| США             |             | Society for Individual Rights               | Спільнота за права особистості                        | 1964—1976        |                       | Vector                                |
| США             |             | Homosexual Law Reform Society               | Суспільство за реформу законодавства                  | 1965—1969        |                       |                                       |
| США             |             | Phoenix Society for Individual Freedom      | Суспільство Фенікс за особисту свободу                | 1966—1972        |                       | The Phoenix: Midwest Homophile Voice  |
| США             | SAME        | Society Advocating Mutual Equality          | Суспільство захисту взаємної рівності                 | 1966—1968        |                       | The Challenger                        |
| США             | HAL         | Homophile Action League                     | Ліга гомофільного дії                                 | 1969—1970        |                       | HAL Newsletter                        |